# Elisa Costa
Elisa Maria Costa (João Neiva, 28 de agosto de 1958) es una política brasileña del Partido dos Trabalhadores (PT). 
Elisa Costa fue elegida concejala durante dos mandatos en el ayuntamiento de Governador Valadares, en el estado de Minas Gerais. Posteriormente fue elegida diputada en el parlamento de Minas Gerais. ingeniera civil de formación, inició su vida política en movimientos eclesiales, estudiantiles y sindicales. Fue profesional técnica del ARDOCE (Associação dos Municípios da Microrregião do Medio Rio Doce) en Governador Valadares, y en el Ministerio de Desarrollo Social y Lucha contra el Hambre, en Brasilia. Fue asesora del ministro Patrus Ananias. Entre sus actuaciones más destacadas está su contribución para la implantación efectiva de la Bolsa Família.
El 5 de octubre de 2008, Elisa Costa fue elegida alcaldesa de Governador Valadares con 68 059 votos (49,09%), venciendo al anterior alcalde José Bonifácio Mourão, del PSDB. Gracias a esa victoria, Elisa Costa se convirtió en la primera alcaldesa de Governador Valadares. 
| Predecesor: José Bonifácio Mourão | Alcaldesa de Governador Valadares 2009 — 2012 | Sucesor: En el cargo |